# فرانسیسکو لاگوس چازارو
فرانسیسکو لاگوس چازارو (انگلیسی: Francisco Lagos Cházaro؛ زاده ۲۰ سپتامبر ۱۸۷۸ – درگذشته ۱۳ نوامبر ۱۹۳۲) سیاستمدار، و وکیل اهل مکزیک بود. وی از ۱۰ ژوئن ۱۹۱۵ تا ۱۰ اکتبر ۱۹۱۵ رئیس‌جمهور این کشور بود.
فرانسیسکو لاگوس چازارو در ۱۳ نوامبر ۱۹۳۲، در سن ۵۴ سالگی درگذشت.